# Michelle Russell
Michelle Russell (Halifax, 27 de junio de 1992) es una deportista canadiense que compite en piragüismo en la modalidad de aguas tranquilas. Ganó cuatro medallas en los Juegos Panamericanos, una de oro y dos de plata en 2015 y una de oro en 2023.

## Palmarés internacional
| Juegos Panamericanos | Juegos Panamericanos | Juegos Panamericanos | Juegos Panamericanos |
| Año                  | Lugar                | Medalla              | Competición          |
| -------------------- | -------------------- | -------------------- | -------------------- |
| 2015                 | Toronto (Canadá)     | Medalla de oro       | K4 500 m             |
| 2015                 | Toronto (Canadá)     | Medalla de plata     | K1 200 m             |
| 2015                 | Toronto (Canadá)     | Medalla de plata     | K1 500 m             |
| 2023                 | Santiago (Chile)     | Medalla de oro       | K1 500 m             |